# Digue (Lille)
Pour les articles homonymes, voir Digue (homonymie).
Ne doit pas être confondu avec Rue de la Digue (Lille).
La digue est un ancien ouvrage faisant partie des fortifications créées par Vauban à partir de 1670 pour faciliter l'inondation défensive de l'enceinte de Lille et sa citadelle.

## Création

### Le système d'inondation

Plan de la digue en 1693.

La digue est créée par Vauban entre 1670 et 1693, dans le cadre des travaux d’amélioration des fortifications de Lille, située sur le territoire de la commune de Wazemmes, elle fait partie du système d'inondation sur le front sud-ouest avec l'écluse de Don (plus au sud) et les écluses du pont de Canteleu (100) et de la Barre (104). Le système de par son importance est protégé par quatre redoutes : de Canteleu (93) qui protège l'écluse du même nom; du Haut ou du Wault (96) au sud-ouest du faubourg de la Barre; de l'Escau (94) au nord-est du croisement de la digue avec le Fourchon et de Wazemmes (95) au nord-ouest du croisement de la digue et du canal des Stations,.

### Description
Le tracé de la Digue reporté sur un plan actuel correspondrait à une ligne brisée partant de la place Richebé (emplacement de la porte Notre-Dame ou porte de Béthune jusqu’en 1858), suivant les rues Jacquemars Gielée, de Puébla , Boucher de Perthes, traversant le Palais Rameau, longeant la rue Solferino, passant au sud de la rue de la Digue près d'une redoute. À cet endroit se trouvait un barrage sur le canal Vauban. La digue se prolongeait jusqu’au pont de Canteleu à l‘emplacement de la redoute de Canteleu en longeant l’avenue Marx Dormoy puis l’avenue de Dunkerque , soit un parcours total de 3 km de la porte Notre-Dame au pont de Canteleu.
La digue est composée d'une simple levée en terre pour retenir les eaux et permettre l'inondation, en outre, elle est longée par un canal d’une douzaine de mètres de large. Celui-ci est situé au nord de la digue du pont de Canteleu au croisement avec le canal Vauban puis au sud de celle-ci de ce point jusqu'au croisement avec le canal des Stations, la digue longe alors ce canal sur sa rive gauche vers le nord jusqu'au glacis des fortifications.

### Les trois inondations
Le système d'inondation permet trois inondations, la première inondation, commandée par l’ouverture de l’écluse de Don en amont sur la Haute-Deûle canalisée et la fermeture de celle du pont de Canteleu en aval (100), peut couvrir une grande partie du territoire de Loos, d’Haubourdin, d’Esquermes et de Wazemmes. Cependant elle est limitée aux espaces peu construits à l’ouest de l’actuelle rue Nationale sans recouvrir les villages de Wazemmes et d‘Esquermes couvrant 1 700 hectares.
La deuxième inondation, moins étendue mais proche de la ville, est permise par des ouvertures pratiquées dans la Digue par lesquelles les eaux s’étendent jusqu’aux remparts et jusqu’à la Haute-Deûle près de l’écluse de la Barre. Pour obtenir cette inondation, l’écluse de Don reste ouverte et celle de la Barre est fermée.
Après ces deux premières inondations destinées à protéger la ville, une troisième peut entourer la Citadelle par des coupures pratiquées dans le chemin de halage de la Haute-Deûle permettant l’écoulement des eaux dans les prairies jusqu’à Lambersart.
La durée de l'inondation est de 48 heures pour une hauteur d’eau d’environ 50 cm suffisante pour empêcher les assiégeants d’établir des campements et d’amener les pièces d’artillerie à proximité des fortifications de la ville.
Une zone inondable moins étendue existe également à l’est de la ville, aux alentours de la porte de Tournai, alimentée par la rivière du Becquerel.

## La digue auXIXesiècle

### Le lieu de promenade

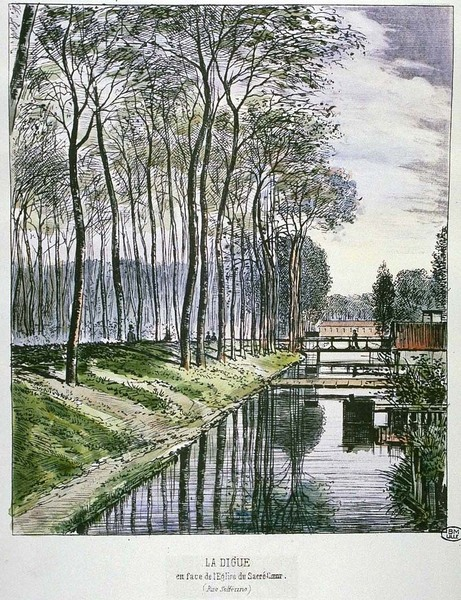
La digue à proximité de l'emplacement de l'actuelle église du Sacré Cœur.

Des arbres sont plantés en 1821 sur le chemin de la digue qui est une promenade très appréciée ,.

### Démantèlement
L’agrandissement de Lille à la suite du décret de 1858 entraîne la suppression la partie sud-ouest des anciennes fortifications entre la porte de la Barre et la Noble Tour. L'enceinte est reportée au sud des communes annexées de Wazemmes, d’Esquermes et de Moulins-Lille et l’ensemble des ouvrages stratégiques avancés de Vauban, Digue et redoutes, est arasé pour permettre l'urbanisation de l'ancienne zone militaire. Le territoire de la deuxième inondation entre la digue, les remparts et la Deûle assez peu construit en 1858 englobe le faubourg de la Barre le long de la Deûle et le petit quartier du Blanc Ballot, espace légèrement surélevé non inondable à l'arrière de la digue parcouru par une voie qui est l’actuelle rue Boucher-de-Perthes.